# Альянс лібералів і демократів за Європу (партія)
Альянс лібералів і демократів за Європу — АЛДЄ (англ. The Alliance of Liberals and Democrats for Europe Party, ALDE Party) — європейська політична партія, що складається з 60 партій національного рівня з усієї Європи, що в основному діють в Європейському Союзі.
Партія ALDE є афілійованою з Ліберальним Інтернаціоналом та Європейською політичною партією, зареєстрованою як некомерційна асоціація згідно з бельгійським законодавством.
Вона була заснована 26 березня 1976 року в Штутгарті як конфедерація національних політичних партій під назвою «Федерація ліберальних і демократичних партій Європи», а в 1977 році перейменована на «Європейських лібералів і демократів» і «Європейських лібералів і реформістів». (ELDR) у 1986 році.
30 квітня 2004 року ELDR було перетворено в офіційну європейську партію, «Партію європейських ліберальних демократів і реформ» (Партія ELDR).
10 листопада 2012 року партія обрала свою нинішню назву ALDE Party, взяту від її тодішньої фракції Європейського парламенту, Альянсу лібералів і демократів за Європу (ALDE), що була сформована 20 липня 2004 року спільно з Європейською демократичною партією.
До європейських виборів 2004 року Європейська партія була представлена через свою власну фракцію, фракцію європейських ліберальних демократів і партії реформ (ELDR).
У червні 2019 року фракцію ALDE змінила Оновити Європу.
Станом на 2020 рік ALDE представлена в інституціях Європейського Союзу 70 євродепутатами та п'ятьма членами Європейської комісії.
З 27 держав-членів ЄС є п'ять із прем'єр-міністрами, пов'язаними з ALDE: Марк Рютте (VVD) у Нідерландах, Ксав'є Бетель (DP) у Люксембурзі, Кая Каллас (Естонська партія реформ) в Естонії, Александер де Кроо (Open VLD) у Бельгії та Міхал Мартін (FF) в Ірландії.
Партії-члени ALDE також входять до урядів шести інших держав-членів ЄС: Хорватії, Фінляндії, Латвії, Словенії, Литви та Німеччини.
Деякі інші партії-члени ALDE пропонують парламентську підтримку урядам Хорватії, Данії, Італії, Румунії та Швеції.
Шарль Мішель, колишній прем'єр-міністр Бельгії, нинішній президент Європейської ради.
Мозковим центром ALDE є Європейський ліберальний форум, що очолює Гільде Вотманс, депутат Європарламенту, і об'єднує 46 організацій-членів.
Молодіжним крилом ALDE є Європейська ліберальна молодь (LYMEC), що переважно базується на молодіжних і студентських ліберальних організаціях, але містить також невелику кількість окремих членів.
LYMEC очолює Дан-Арія Сукурі.
У 2011 році партія ALDE стала першою загальноєвропейською партією, яка створила статус індивідуального членства.
Відтоді від 1000 до близько 3000 членів (цифри коливаються щороку) зберігають пряме членство в партії ALDE з кількох країн ЄС.
Понад 40 координаторів мобілізують ліберальні ідеї, ініціативи та досвід по всьому континенту під керівництвом Керівного комітету, який спочатку очолювала Джулі Канталу.
Партія ALDE зробила крок далі в напрямку того, щоб стати справді загальноєвропейською партією, надавши права голосу окремим делегатам від членів на Конгресі партії.
У 2025 році ALDE був визнаний «небажаною організацією» на території Росії.

## Структура

### Бюро
Щоденне управління партією АЛДЄ здійснює Бюро, членами якого є:
| Посада          | Ім'я                     | Країна          | Партія                     |
| --------------- | ------------------------ | --------------- | -------------------------- |
| Спів-президенти | Тіммі Дулі               | Ірландія        | Фіанна Файл                |
| Спів-президенти | Ільган Кючюк             | Болгарія        | Рух за права і свободи     |
| Віце-президенти | Генрік Бах Мортенсен     | Данія           | Венстре                    |
| Віце-президенти | Діта Чаранзова           | Чехія           | ANO 2011                   |
| Віце-президенти | Баронеса Сел Брінтон     | Велика Британія | Ліберальні демократи       |
| Віце-президенти | Даніель Берґ             | Угорщина        | Рух Моментум               |
| Віце-президенти | Аннелу ван Еґмонд        | Нідерланди      | Демократи 66               |
| Віце-президенти | Свеня Хан                | Німеччина       | Вільна демократична партія |
| Віце-президенти | Рудик Кіра Олександрівна | Україна         | Голос                      |
| Скарбник        | Девід Берк               | Ірландія        | Фіанна Файл                |

## Партії-члени

Держави з партіями-повноправними та/або асоційованими членами

| Країна або регіон                  | Партія                                        | Уряд   |
| ---------------------------------- | --------------------------------------------- | ------ |
| Австрія                            | NEOS — Нова Австрія і Ліберальний форум       | 1 / 18 |
| Бельгія (голландськомовні виборці) | Відкриті фламандські ліберали і демократи     | 3 / 12 |
| Бельгія (франкокомовні виборці)    | Реформаторський рух                           | 2 / 8  |
| Болгарія                           | Рух за права і свободи                        | 3 / 17 |
| Хорватія                           | Хорватська народна партія — ліберал-демократи | 0 / 12 |
| Хорватія                           | Хорватська соціал-ліберальна партія           | 0 / 12 |
| Хорватія                           | Демократична асамблея Істрії                  | 1 / 12 |
| Хорватія                           | Громадянсько-ліберальний союз                 | 0 / 12 |
| Хорватія                           | Центр (Хорватська політична партія)           | 0 / 12 |
| Кіпр                               | Об'єднані демократи                           | 0 / 6  |
| Кіпр                               | Демократичне вирівнювання (Кіпр)              | 0 / 6  |
| Чехія                              | ANO 2011                                      | 6 / 21 |
| Данія                              | Радикальна Венстре                            | 2 / 13 |
| Данія                              | Венстре                                       | 3 / 13 |
| Естонія                            | Центристська партія                           | 1 / 6  |
| Естонія                            | Партія реформ Естонії                         | 2 / 6  |
| Фінляндія                          | Фінляндський центр                            | 2 / 13 |
| Фінляндія                          | Шведська народна партія                       | 1 / 13 |
| Франція                            | Радикальна партія                             | 1 / 79 |
| Франція                            | Союз демократів та незалежних                 | 0 / 79 |
| Німеччина                          | Вільна демократична партія                    | 5 / 96 |
| Угорщина                           | Угорська ліберальна партія                    | 0 / 21 |
| Угорщина                           | Моментум                                      | 2 / 21 |
| Ірландія                           | Фіанна Файл                                   | 2 / 13 |
| Італія                             | Італійські радикали                           | 0 / 73 |
| Італія                             | Плюс Європа                                   | 0 / 73 |
| Італія                             | Team K                                        | 0 / 73 |
| Латвія                             | Для розвитку Латвії                           | 1 / 8  |
| Латвія                             | Рух За!                                       | 0 / 8  |
| Литва                              | Ліберальний рух                               | 1 / 11 |
| Литва                              | Партія свободи                                | 0 / 11 |
| Люксембург                         | Демократична партія                           | 1 / 6  |
| Нідерланди                         | Демократи 66                                  | 2 / 26 |
| Нідерланди                         | Народна партія за свободу і демократію        | 4 / 26 |
| Польща                             | Новочесна                                     | 0 / 51 |
| Португалія                         | Ліберальна ініціатива                         | 0 / 21 |
| Румунія                            | Союз порятунку Румунії                        | 8 / 33 |
| Словаччина                         | Прогресивна Словаччина                        | 3 / 14 |
| Іспанія                            | Громадяни                                     | 6 / 54 |
| Швеція                             | Партія центру                                 | 2 / 20 |
| Швеція                             | Ліберали                                      | 1 / 20 |

### За межами ЄС
- Дія!
- Ліберальна партія Андорри
- Вірменський національний конгрес[en]
- Освічена Вірменія[en]
- Мусават
- Партія свободи та прогресу[en]
- Наша партія[en]
- Вільні демократи
- Республіканська партія Грузії[en]
- Strategy Aghmashenebeli[en]
- Лело для Грузії
- Гірчі — більше свободи
- Партія реформ
- Демократична партія Косова
- Альянс нового Косова
- Ліберальна партія Молдови
- Ліберальна партія Чорногорії
- Ліберально-демократична партія
- Ліберальна партія Норвегії
- Партія народної свободи
- Яблуко
- Рух вільних громадян[en]
- Вільна демократична партія. Ліберали[en]
- Зелена ліберальна партія Швейцарії[en]
- Громадянська позиція
- Європейська партія України
- Слуга народу
- Сила людей
- Голос
- Ліберальні демократи
- Альянс
- Ліберальна партія Гібралтару[en]

## АЛДЄ та Україна
10 травня 2013 року партія «Європейська партія України» стала членом Альянсу лібералів і демократів за Європу.
04 червня 2016 року партія «Громадянська позиція» стала членом АЛДЄ.
2018 року партія «Сила людей» стала членом АЛДЄ.
18 листопада 2020 року партія «Голос» стала членом АЛДЄ.
2 червня 2022 року партія «Слуга народу» стала повноправним членом партії «Альянс лібералів і демократів за Європу».